# Peromyia ornata
Peromyia ornata är en tvåvingeart som beskrevs av Jaschhof 2001. Peromyia ornata ingår i släktet Peromyia och familjen gallmyggor. Inga underarter finns listade i Catalogue of Life.